# Андре Годен
Андре Годен (фр. André Gaudin, 30 листопада 1874 — 19 квітня 1926) — французький академічний веслувальник.
Срібний призер Олімпійських Ігор 1900 року в одиночці.